# 강제전학
강제전학은 재학 중인 학생을 학교(원적교)로부터 제적하고 다른 학교로 전학보내는 것을 의미하며, 학생에 대한 징계의 목적으로 이루어진다. 학생이 성폭력 또는 교권 침해 행위를 저지르는 경우에 해당된다. 초등학교, 중학교는 의무교육으로 퇴학이 불가능하므로 강제전학을 보내는 경우가 많다. 해당 학생은 원적교로부터 3km 떨어진 학교로 전학가야 한다. 또한 징계로 인해 강제전학된 학생은 학교생활기록부에 기록이 남게 된다.